# 抽象的対象
抽象的対象（ちゅうしょうてきたいしょう、英: Abstract object）
哲学において、すべての「対象（物、存在）」は抽象的（abstract）であるか具体的（concrete）であるかのどちらかと考えられている。ある対象が抽象的か具体的であるかの区別は、例えば次のような組み合わせで示される。
| 抽象的対象     | 具体的対象                           |
| テニス         | テニスプレーヤー                     |
| 赤             | 「赤い」という語で記される特定のもの |
| 5（数）        | 5匹の猫                              |
| 正義           | 裁判所                               |
| ヒューマニズム | 人間                                 |

## 定義
哲学では、何が抽象を抽象たらしめているかについて一致した見解はない。

### 空間上の位置
一般的には、ある「モノ」が空間上の位置を欠いているとき、またそのときだけにそれが抽象的であるといわれる。従って「正義」が抽象的であるということはそれが空間のどこにも位置を持っていないためである。この見方には、次のような本質的な問題がある。例えば「テニスの試合」という抽象的対象はいくらか空間的な位置を持っている。
（例）「ニューヨーク市でテニスは健在です」。
また、具体的であっても心的な対象は空間上に存在しないという問題もある。
（例）「ティムの姉に対する苦痛」。

### 因果的効力
もうひとつのよく知られた見方によれば、ある「モノ」に因果的効力（Causal power）があるかないかの区別によって、抽象‐具体の線引きをしようとするものである。因果的効力とは別のものに働きかけ、結果を引き起こし得るような能力のことである。このことから、例えば空集合が抽象的であるのは、それが他の対象に対して作用を及ぼさないためと考えられる。しかしこの見方にも問題があり、そもそも因果的効力を持つということはどういうことが明らかでない。このことについてのさらなる議論はスタンフォード哲学百科事典 （外部リンク参照）に詳しい。

## 哲学的考察
抽象的対象はいつも哲学者達の興味を引いてきた。存在論においては、抽象的対象は物理主義と自然主義との間で問題となった。歴史的には普遍論争において重要な存在論的議論が提出された。認識論では、抽象的対象は経験論の立場から問題が出された。もし抽象物が因果的効力、空間的位置をともに欠いているとしたら、われわれはどのようにしてそれを知ることができるのだろうか？抽象的対象がどのようにわれわれの知覚経験に影響を与えるのかという問いは難題である。幾人かの哲学者たち、エドワード・ザルタやプラトン（イデア論における）は「抽象的対象」の探究が形而上学の主題を構成していると考えている。また、ますます哲学が経験主義的な研究（自然科学）から独立し、また経験科学的な問いが「抽象的対象」に対する答えを何も示してくれない以上、このような問いに答える学問として哲学が特に適しているようにみえる。